# Gbadanga
Gbadanga est un village camerounais de la région de l'Est. Il se situe dans le département de Lom-et-Djérem et il dépend de la commune de Bélabo et du canton de Kepere Woutchaba.
Il se trouve le long de la voie fluviale reliant Goyum à Gbadanga. 
On peut le trouver orthographié Mbadanga. 

## Population
D'après le recensement de 1966, Gbadanga comptait cette année-là 43 habitants. Il en comptait 126 en 2005.

## Ressources
Gbadanga possède des ressources naturelles minières exploitées de manières artisanales et gérées par les populations.  

## Annexe